# 1205 в Україні

## Події
- Рюрик Ростиславич повернувся на київський престол.
- У червні Роман Мстиславович Галицький пішов у похід в Польщу проти краківського князя Лешка Білого і взяв два польських міста.
- 19 червня відбулася битва під Завихостом, в якій війська Романа Мстиславича зазнали повного розгрому від об'єднаних сил польських князів Лешка Білого і Конрада Мазовецького. Роман Мстиславович загинув.
- У кінці червня галицьким князем проголошено старшого сина Романа Мстиславовича, чотирирічного Данила; реальна влада перебуває в руках його матері.
- У липні вдова Романа Мстиславовича зустрілася в місті Санок з угорським королем Андрієм II й отримала отримала військо ддля захисту Галича.
- У липні-серпні на Галич пішов походом київський князь Рюрик Ростиславович разом з Ольговичами та половцями, але зазнав поразки. В Галичині й на Волині відновилися усобиці.
- Інгвар Ярославич намагався утримати Володимир в боротьбі з поляками.
- Ярослав Володимирович позбувся вишгородського столу, котрий посів Ростислав Рюрикович.

## Засновані, зведені
- Батьово